# 스테이션 일레븐
《스테이션 일레븐》(영어: Station Eleven)은 에밀리 세인트존 맨델의 2014년작 장편 SF 소설이다. 독감 바이러스가 지구를 휩쓸어 인류가 거의 절멸한 후의 세계를 배경으로 한 셰익스피어 유랑극단이 겪는 이야기를 다룬다. 아서 C. 클라크상을 수상했고, 조지 R. R. 마틴, 얀 마텔 등이 이 작품을 호평하였다. 대한민국에는 북로드에서 한정아 번역가의 번역으로 2016년 출간되었다.

## 등장인물
- 커스틴 레이먼드(Kirsten Raymonde)
- 아서 리앤더(Arthur Leander)
- 지반 차드하리(Jeevan Chaudhary)
- 프랭크 차드하리(Frank Chaudhary)
- 미란다 캐럴(Miranda Carroll)
- 클라크 톰슨(Clark Thompson)
- 타일러 리앤더(Tyler Leander)

## 각색
2019년 10월 HBO에서 드라마로 만들 것이 발표되었다. 커스틴 역에 매켄지 데이비스, 지반 역에 히메시 파텔이 캐스팅되었고, 패트릭 서머빌이 제작 총지휘를 히로 무라이가 연출을 담당했다.